# Mah-jong
Pour les articles homonymes, voir Mahjong (homonymie).
Le mah-jong est un jeu de société d'origine chinoise qui se joue à quatre, avec des pièces appelées tuiles dans les principales langues européennes, pái (牌), « tablettes », en chinois. 
Associant tactique, stratégie, calcul et psychologie, ainsi qu'une part plus ou moins importante de chance selon la règle jouée, le mah-jong est un jeu d'argent très populaire en Asie orientale et dans la plupart des communautés chinoises, japonaises, coréennes, vietnamiennes et thaïlandaises du monde.
Le principe du jeu s'apparente au rami par certains aspects et à certaines variétés de poker par d'autres, mais le mah-jong est beaucoup plus riche en possibilités que ces deux familles de jeux : chaque joueur, à son tour, prend une tuile, l'incorpore à sa main, puis, dans celle-ci, choisit une tuile à écarter. 
Le but du jeu est identique dans presque toutes les règles pratiquées : rassembler des tuiles identiques ou consécutives, à raison de quatre groupes de trois ou quatre tuiles, ainsi que d'une paire.
En Asie, la composition et le déroulement du jeu varient peu, mais les règles — transmises oralement, principalement — sont susceptibles de fluctuer d'une ville, d'une région ou d'un pays à l'autre. En Occident, sa pratique a connu des modes, mais est restée confidentielle jusqu'au début du XXIe siècle. Parallèlement au jeu d'argent, une pratique de compétition s'est développée — d'abord au Japon, plus récemment en Chine et en Europe — avec des règles standardisées, diffusées selon les diverses variantes pratiquées internationalement.

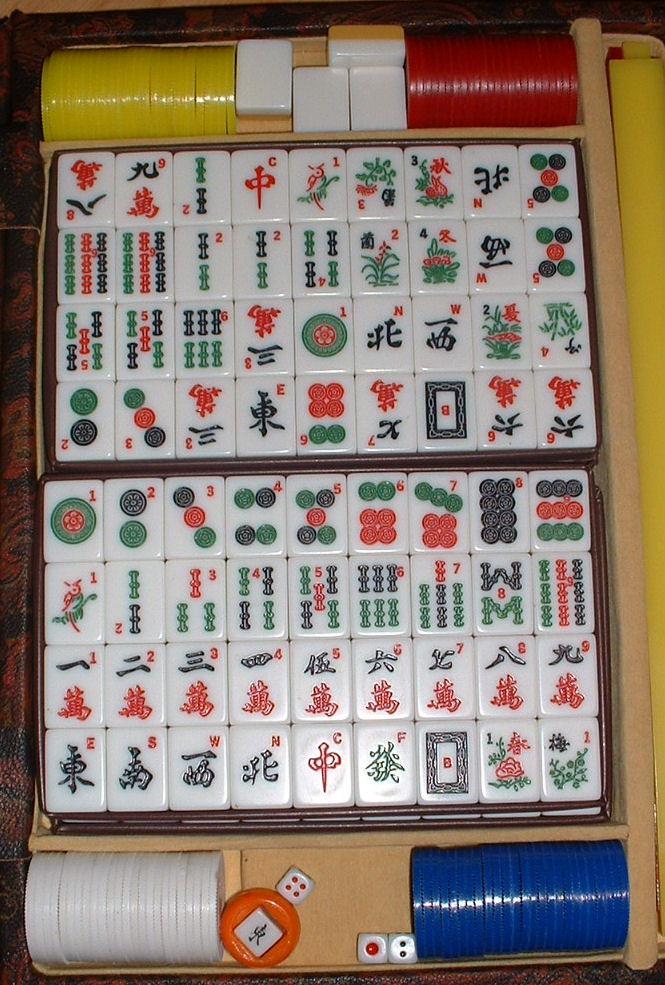
Jeu de mah-jong : 144 tuiles, 4 tuiles blanches (de rechange), 3 dés, 4 jetons pour les 4 Vents, jetons pour compter les points

## Nom et étymologie
Le nom original, 麻雀, má què (aussi prononcé má qiǎo), « moineau du lin (ou du chanvre) », serait une allusion au bruit fait par les tuiles qui s'entrechoquent lors de leur mélange. Ce nom est aujourd’hui toujours utilisé en cantonais, où il se prononce maa4 zoek3-2 (en romanisation jyutping). Très tôt, le jeu a aussi été nommé en mandarin má jiàng, écrit 麻将, son nom actuel en chinois. Ce nom a clairement influencé la prononciation en japonais, majan, même si les Japonais écrivent eux aussi encore 麻雀.
Le nom Mah-Jongg est une marque déposée par l'Américain Joseph Park Babcock (en) qui voulait vendre le jeu aux États-Unis sous un nom à consonance plus chinoise.
En français, l'orthographe communément acceptée est « mahjong », mais d'autres orthographes existent, provenant de l'anglais pour la plupart : Mah-jongg (marque commerciale américaine), majong (rectifications orthographiques du français en 1990), mahjong (orthographe officielle en anglais, et la plus courante en français : c'est celle de la Fédération française de Mahjong), Mah Jong et Mah-Jong.

## Histoire

### Origines
Les historiens s’accordent sur le fait que les jeux de cartes et de dominos (qui sont des dés accolés) ont été inventés par les Chinois. Au fil des siècles, ces derniers ont joué à toutes sortes de jeux de dominos et de cartes, et notamment aux cartes monétaires (peut-être inspirées par les billets de banque), aux cartes d’échecs (xiangqi), et aux cartes dominos.
Il a été démontré  que le mahjong est la forme aboutie de plusieurs jeux ou variantes de jeux  se pratiquant avec les cartes monétaires qui a pris l’aspect d’un jeu de dominos (tuile en os et/ou bambou). Les cartes monétaires (guan pai) faisaient déjà apparaitre 3 séries de 4 cartes identiques (les sapèques, les ligatures et les myriades) correspondant aux cercles, aux bambous et aux caractères, auxquels s’ajoutaient les honneurs supérieurs ou dragons. Se sont successivement ajoutés les vents, ainsi parfois que les « fleurs et les saisons ».
Si les plus vieux jeux (et mentions écrites du jeu) retrouvés datent de 1875 et sont conservés aux États-Unis , il est difficile de savoir où et par qui a été mis en forme le mah-jong. Plusieurs hypothèses ont été évoquées. Il aurait été créé vers 1860 pendant la rébellion Taiping par des officiers de l'armée rebelle, mais c'est très improbable, ou par un notable de Shanghai dans les années 1870, ou encore par deux frères de Ningbo.
Il semblerait, par ailleurs, que le mah-jong ait été pratiqué au début du XXe siècle, parallèlement, sous une forme de jeu de cartes (moins coûteux) et sous sa forme actuelle de tuiles (plus luxueux).

### Expansion et diversification
C'est pendant la Première Guerre mondiale que le mahjong est découvert par les Occidentaux, et il commence à se répandre aux États-Unis et en Europe dans les années 1920 sous l'impulsion de Joseph P. Babcock. Les règles sont traduites et adaptées, et le jeu apparaît sous des noms très variés, comme Mah-Jongg, Pung-Chow ou Game of Thousand Intelligences. À la mode vers 1930, le mah-jong continue à être joué en Occident, généralement dans la sphère privée, avec les règles écrites à cette époque, sans connaître d'évolution majeure. Les amateurs occidentaux, qui contrairement aux Chinois ne jouent pas au mahjong pour de l’argent, ont également apprécié de jouer à des variantes invitant les joueurs à réaliser des figures ou jeux (profils ou combinaisons gagnantes, dont certains parlent de « faire mahjong ») exceptionnels portant des noms très poétiques (« cueillir les fleurs du prunier sur le mur », « pêcher la lune au fond du puits », « les treize orphelins » ou encore « les neuf lanternes merveilleuses »…).
En Asie orientale, le mah-jong se répand avec la diaspora chinoise et les échanges commerciaux, et connaît un développement très rapide dans le Japon d'après 1945. La pratique du jeu s'organise, se professionnalise et se standardise pour aboutir, dans les années 1960, aux règles japonaises modernes connues sous le nom de riichi.
Dans les communautés chinoises, la transmission orale des règles engendre une très grande diversité de pratiques d'un bout à l'autre du monde chinois. La tendance est à la simplification du jeu et de la marque, comme à Hong-Kong toujours en contact avec l'Occident, et à la multiplication ou la rationalisation des mains spéciales selon la variante régionale, ou encore, du pointage.
En Chine continentale, le mah-jong est illégal pendant la Révolution culturelle et la prohibition n'est levée qu'à partir de 1976. En 1996, devant la recrudescence du jeu d'argent illégal, le gouvernement chinois décide de développer et promouvoir une pratique « olympique » et « saine », avec la promotion du mah-jong au rang de sport et la création d'une règle de compétition (guobiao majiàng, ou règle chinoise officielle (CO), maintenant Mahjong Competition Rules (MCR)), dont une première édition est publiée en 1998.

### Institutionnalisation et compétition

#### Règles de compétition de mah-jong (MCR)
Avec la publication de règles standards, la pratique du mah-jong sort progressivement de la sphère privée et des salles de jeu. En 2002, la Japan Mahjong Organization Committee organise le premier Championnat du monde de mah-jong avec les règles officielles chinoises. En Europe, les règles chinoises officielles ont séduit les joueurs déjà plus ou moins associés et s'est imposée comme standard européen à partir de 2005. La création de la World Mahjong Organization (WMO) et l'édition du Green Book, en octobre 2006, ont consolidé une standardisation de la pratique du mah-jong de compétition en Europe et dans le monde, et la Chine a accueilli le premier championnat du monde homologué en 2007.

#### Règles du mah-jong japonais (riichi)
Avant les années 2000, la pratique du mah-jong japonais était essentiellement limitée au Japon. L'existence de salons de jeux en tant qu'industrie lucrative date depuis les années 1950, et même avant. La pratique du jeu se limitait alors exclusivement aux jeux d'argent. Divers ouvrages et magazines dédiées au jeu (dont Kindai Mahjong) ont contribué à l'essor du jeu d'argent, mais ont aussi contribué à la mise en place de ligues professionnelles qui opteront plutôt pour projeter une image de jeu de talents, pouvant être pratiqué sans nécessairement miser pour jouer dans un milieu plus propre, à l'abri de l'image négative généralisée du jeu (paris, alcool, fumée de cigarettes, yakuzas...). La première association professionnelle est alors créée en 1976, et une deuxième association rivale voit le jour en 1981. Depuis, 5 grandes organisations ont plus de 1800 membres en 2020 : ce sont les professionnels de mah-jong, sans oublier l'existence de talents amateurs à travers le pays. Chaque organisation est libre de publier ses règles, accessibles au public afin de pouvoir suivre avec engouement les ligues, tournois et championnats des professionnels à travers les magazines, la télévision, et maintenant internet avec la vidéo sur demande et les jeux dématérialisés permettant de jouer contre des joueurs au hasard, des amis, ou encore, avec des vedettes professionnelles et amateures, parfois gratuitement au hasard, ou en payant des abonnements à divers clients de jeu.
À partir des années 2000, l'engouement mondial pour une version hautement stratégique du mah-jong commence à se manifester avec des clubs et joueurs un peu éparpillés en Occident. Dès 2008, l'Association européenne de mah-jong (EMA) a admis le riichi comme standard européen, avec sa propre édition de règles compétitives. Les années 2010 ont vu un essor de joueurs, de clubs, et de tournois dédiés au riichi, au point qu'il y a eu l'organisation de championnats mondiaux avec les World Riichi Championship(s) de 2014 en France et 2017 aux États-Unis. L'intérêt européen est maintenant divisé environ 50:50 entre les variantes MCR et riichi depuis 2018, variant grandement entre les divers pays.
En ce qui a trait aux proportions de joueurs ailleurs, ou encore comptées globalement, celles-ci varient grandement, souvent avec d'autres variantes pratiquées dans un nombre limité de régions et pays à travers le monde. Impossible de tous les noter.

#### Représentation nationale et supranationale
La Fédération Française de Mah-jong (FFMJ) a été fondée en 2005 et regroupe 30 clubs. La FFMJ, ainsi que l'Association suisse de mah-jong (ASM-SMV) et la Belgian Mahjong Association (BMA), font partie des 22 pays membres de l'Association européenne de mah-jong (EMA, European Mahjong Association), qui encadre la pratique dans plus de 180 clubs et associations à travers l'Europe. Outre-mer, il y a un réseau de clubs et associations en Océanie, en Asie sud-orientale, et dans les Amériques : certains de ces pays avec des représentants nationaux, d'autres sans.

### Championnats
Depuis 2002, divers championnats mondiaux de mah-jong ont eu lieu. Veuillez consulter le lien ci-haut pour plus d'information.

## Généralités
Le mah-jong se joue à quatre joueurs avec un nombre de tuiles qui peut différer selon la variante, généralement 136 ou 144.
Cette section  décrit le matériel, le but et le déroulement du jeu, sous une forme très générale.

### Matériel
Un jeu de mah-jong se compose de 144 tuiles, de dés, et quelquefois de jetons pour compter les points ou indiquer des phases de jeu.

#### Tuiles
Un jeu de mah-jong comprend généralement 144 tuiles, plus d'éventuelles tuiles de remplacement ou pour certaines variantes.
136 tuiles se retrouvent dans tous les jeux depuis le début du XXe siècle à raison de 4 exemplaires de 34 types de tuiles.
À l'origine, les tuiles étaient faites en bambou avec le plus souvent une face en os de bœuf ou, dans les jeux luxueux, en ivoire.
La plupart des tuiles sont maintenant faites en matière plastique.

##### Tuiles numérales
Les tuiles numérales, dites aussi tuiles-chiffres, sont numérotées de 1 à 9 dans trois familles :
- les Cercles[10] : le nombre de figures indique le numéro de tuile

- les Bambous[10] : le nombre de figures indique le numéro de tuile; l'As (tuile no 1) de Bambou est représenté par un « oiseau de riz » ou moineau (appelé xiao niao 小鸟, petit oiseau, celui qui vient manger les graines dans les plantations) dans les jeux chinois habituels, par un paon dans les jeux japonais

- les Caractères[10] : tels des billets de banque, le caractère du dessus désigne un chiffre chinois de 1 à 9, souvent traduit dans les jeux vendus en Occident, alors que le caractère du bas est le multiplicateur par 10 000

Chaque tuile étant en 4 exemplaires, il y a 36 tuiles par famille, et donc 108 tuiles numérales au total.
Ces tuiles peuvent être combinées si elles sont identiques ou consécutives.
Les tuiles 1 et 9 sont appelées Extrémités ou Terminales ; les tuiles de 2 à 8 sont qualifiées d'ordinaires.

##### Honneurs
Les Honneurs, ou tuiles-lettres, sont de sept types qui peuvent être regroupées en deux familles :
- les Vents[11] ou Honneurs simples, qui représentent les quatre points cardinaux en chinois : Est, Sud, Ouest et Nord :

- les Dragons ou Honneurs supérieurs, appelés en occident Dragon rouge, Dragon vert et Dragon blanc en raison de la couleur de leur signe (attention, dans la version asiatique, il n'est nullement question de représentations de dragons[12]; le premier représente la Chine de couleur rouge avec la représentation du milieu "中 zhong", le deuxième "发财 fa cai" représente la bonne fortune que l'on souhaite traditionnellement au nouvel an, et le troisième "白板 bai ban" représente un tableau blanc, ou "白面 bai mian" représente le visage blanc de l'opéra traditionnel chinois), ou de l'absence de signe (couleur blanche souvent signifiée par un carré blanc orné de bleu) :

Chaque tuile est en 4 exemplaires. Il y a 28 Honneurs au total.
Les Honneurs peuvent être combinés uniquement s'ils sont identiques.

##### Tuiles supplémentaires
Un jeu de mah-jong contient généralement des tuiles supplémentaires.
Les plus courantes, trouvées dans presque tous les jeux, sont les Honneurs suprêmes, au nombre de 8 : 4 Fleurs et 4 Saisons numérotées de 1 à 4.
|  | Prunier |

|  | Orchidée |

|  | Chrysanthème |

|  | Bambou |

|  | Printemps |

|  | Été |

|  | Automne |

|  | Hiver |

Dans la plupart des jeux, des tuiles de rechange vierges, en général 4, sont livrées dans la boîte.
Certains jeux contiennent 4 jokers ou plus.
Les jeux japonais ne contiennent que quatre Fleurs et quatre duplicata des tuiles de 5 Cercles (2), Bambous (1) et Caractères (1), qui ont la particularité d'être peints en rouge vif.
Par commodité le terme Fleur est communément utilisé pour parler des Honneurs suprêmes qu'il s'agisse réellement d'une Fleur ou bien d'une Saison. Dans la suite de l'article Fleur sera donc utilisé comme nom générique pour les Honneurs suprêmes.

#### Matériel complémentaire
Un jeu de mah-jong comprend obligatoirement des dés, au nombre de deux à six selon les règles pour lesquelles ce jeu est destiné. La plupart des boîtes contiennent aussi un marqueur de Vent dominant, appelé tion. Ces deux accessoires sont nécessaires au jeu dans toutes les règles.
Beaucoup de jeux sont livrés avec des jetons pour marquer les points, soit sous forme de jetons de jeu d'argent (sans valeur faciale), soit sous forme de bâtonnets sur lesquels la disposition des points rouges et noirs indique la valeur correspondante en points.
En Occident, de nombreux jeux à tuiles fines ont été fabriqués, alors que les tuiles asiatiques sont épaisses. L'utilisation de réglettes s'est répandue pour tenir les tuiles fines, aligner les tuiles et améliorer le confort de vue.
Le mah-jong peut se jouer sur n'importe quelle table qui soit assez vaste pour contenir l'intégralité de l'espace de jeu, dont chaque diagonale doit faire au moins 24 largeurs de tuile et l'aire au moins 600 fois la surface d'une tuile couchée.
La présence de rebords permet un mélange des tuiles plus rapide.
Pour lutter contre la triche, les Japonais puis les Chinois ont généralisé l'usage de tables automatiques dans les parties officielles et les maisons de jeu, qui mélangent les tuiles, construisent les murs et lancent les dés automatiquement.

### Déroulement de la partie
Une partie comporte plusieurs manches. De préférence, on jouera un nombre de manches multiple de 4.
Les 144 tuiles sont retournées face cachée puis mélangées. Chaque joueur réalise alors une ligne de 17 tuiles et haute de 2 tuiles. Ces « murs » sont ensuite regroupés en carré de façon à former la muraille.
Chaque joueur pioche dans la muraille 13 tuiles qui formeront sa main de départ. Le but du jeu est d'être le premier joueur à former une combinaison de 14 tuiles appelée Mah-jong. Tour à tour, les joueurs piochent une 14e tuile dans la muraille et, si la main formée n'est pas un Mah-jong, jettent une tuile de leur choix. Selon certaines conditions, il est possible de récupérer la tuile qui vient d'être jetée afin de former une combinaison au lieu de piocher une tuile dans la muraille. Dans ce cas là, les tuiles de la combinaison formée sont exposées devant le joueur.
Il est plus facile de réaliser une combinaison exposée puisqu'elle n'est pas due au hasard, en contrepartie cette combinaison ne peut plus être modifiée et l'on dévoile une partie de son jeu à ses adversaires. De plus, les combinaisons exposées diminuent généralement la valeur du jeu. Le Mah-jong est donc un judicieux mélange de hasard et de tactique.  
|  |  |

### Mah-jong
Pour faire « mah-jong », il faut posséder quatre combinaisons de 3 tuiles (ou 4 dans le cas de Kong) et une paire (soit 14 tuiles minimum). 
Ces combinaisons peuvent être de 3 types : Chow, Pung ou Kong.

#### Chow
Un Chow est un groupe de 3 tuiles numérales consécutives appartenant à la même famille (Cercles, Caractères ou Bambous).   
Il n'existe pas de Chow de Vents ou de Dragons.

#### Pung
Un Pung est un groupe de 3 tuiles rigoureusement identiques, l'équivalent du Brelan au Poker.

#### Kong
Un Kong est un groupe de 4 tuiles rigoureusement identiques, l'équivalent du Carré au Poker. Sachant que, hormis les fleurs, toutes les tuiles sont en 4 exemplaires, il n'est pas possible de posséder plus de 4 tuiles identiques.
Le Kong compte pour 3 tuiles. Ceci signifie que lorsqu'un joueur possède un Kong, il doit reprendre une tuile supplémentaire pour compenser la 4e du Kong qui ne compte pas comme telle dans le décompte des tuiles (Un Mah-jong avec un Kong comportera donc 15 tuiles au lieu de 14).

#### Exemple
| 4 combinaisons | 4 combinaisons    | 4 combinaisons | 4 combinaisons | Paire                |
| Chow de cercle | Pung de caractère | Kong de vent   | Chow de bambou | Paire de 8 de cercle |
|                |                   |                |                |                      |

### Fin de partie
Une fois qu'un joueur déclare Mah-jong, il l'expose devant les autres joueurs et évalue sa main. La valeur de la main dépend de la règle utilisée. Si le Mah-jong est jugé valide, la manche est terminée et l'on décompte le score de chaque joueur. Les tuiles sont à nouveau mélangées et une nouvelle muraille est montée. Le gagnant est celui qui aura le plus gros score une fois toutes les manches de la partie effectuées.

## Jeux utilisant le matériel du mah-jong
Un jeu de patience utilisant les tuiles du mahjong a été popularisé sous le nom de Shanghaï (en référence à la ville chinoise) par les jeux vidéo. Il consiste à construire une pyramide de tuiles à désassembler en formant des paires (par exemple cinq bambous avec cinq bambous). La victoire ne s'obtenant qu'une fois la pyramide entièrement démontée. Cette version du jeu en solitaire a fait l'objet de nombreuses adaptations disponibles en logiciel gratuit ou sur certains sites de jeux en ligne.
Le mah-jong a également dérivé en un jeu de cartes nommé Mhing qui reprend le même principe.

## Mah-jong et informatique
Comme la plupart des jeux, le mah-jong fait aussi l'objet d'adaptations informatiques. Une des plus connues est Hong Kong Mahjong de la société américaine Nine Dragon Software. Ce programme pour Windows simule des joueurs chinois ou occidentaux de niveaux variables. De nombreux paramètres permettent de personnaliser les tuiles et certains aspects du règlement (pénalités par exemple).
Sous GNU/Linux, il existe Kajongg créé initialement pour l'environnement KDE.
La version solitaire (Shanghai), quant à elle, fait l'objet de nombreuses adaptations disponibles en logiciel gratuit ou en application web/mobile sur certains sites de jeux en ligne.

## Mah-jong et Internet
Tout comme de nombreux jeux en ligne, il existe des sites spécialisés permettant de jouer au mah-jong en ligne contre des joueurs humains de tout niveau et de tout pays. Une des plate-formes les plus populaires est Tenhou, un site de mah-jong japonais au règles riichi avec près d'un demi-million de comptes actifs (0 à 6 mois), avec entre 1500 et 8000 joueurs à toute heure du jour ou de la nuit (dont certains pics pouvant approcher 12 000 usagers). Plusieurs tournois y sont régulièrement organisés attirant des milliers de participants aux tournois annoncées officiellement par le site. D'autres sites existent, dont MahjongTime qui offre du mah-jong de sept variantes différentes.
Sur Internet, la plupart des jeux de mahjong que l'on peut trouver, et notamment pour jouer seul, sont des jeux dits « solitaire ». C'est le type de jeu de mah-jong que l'on retrouve dans ceux installés avec le système d'exploitation Windows. Il consiste dans ce cas à éliminer le maximum de tuiles possibles sur le plateau, en un temps généralement limité. L'intérêt de ces jeux qui sont pour la plupart du temps peu lourds à installer ou télécharger, ne nécessitant aucune installation compliquée (si ce n'est d'avoir sur son navigateur un module qui soit installé et qui soit capable de lire ce format).

## Mah-jong au cinéma et à la télévision
Dans le film dramatique coréen Mon amour venu des étoiles, le personnage principal Do Min Joon (interprété par Kim Soo-Hyun) joue régulièrement au Mah-jong. Il est le meilleur joueur de Séoul. Dans le film de Wong Kar-Wai In the Mood for Love qui se déroule en 1962 à Hong-Kong, les familles et propriétaires qui habitent la pension y jouent des nuits entières. Dans le film d’espionnage sino-américain Lust, Caution, l’héroïne s'introduit dans le cercle relationnel de sa cible qu'elle doit séduire, en participant à des parties de Mah-jong organisées par l'épouse de son futur amant. C'est l'occasion pour les participantes de parler de la situation du pays alors sous occupation du Japon.
Le manga et l'animé Saki tourne autour d'un club de Mah-jong du lycée. Miyanaga Saki est forcée à rejoindre le club alors qu'elle déteste le Mah-jong.  Akagi traite également du Mah-jong. C'est l'histoire d'un collégien qui s'impose rapidement comme prodige du jeu, évoluant au sein des Yakuzas. De nombreux autres mangas y sont consacrés, comme Ten, qui est un sequel d'Akagi, mais aussi Furiten-kun, The Legend of the Gambler: Tetsuya et The Legend of Koizumi.
Dans le roman de Thomas Harris Dragon rouge (Red dragon), un tueur en série, qui se définit lui-même comme le "Dragon rouge", grave le symbole de Mahjong correspondant à son surnom sur un arbre (chap. 10), lequel est identifié en tant que tel par la suite (à la fin du chap. 12). Les deux adaptations cinématographiques de ce roman reprennent également cet élément-clé du scénario.
Le Mah-jong sert de contrepoint dans le film Premier contact (2016), où le général Shang utilise ce jeu pour interagir avec les extraterrestres.
Dans Le théorème de Marguerite (2023) d'Anna Novion, l'héroïne Marguerite, brillante doctorante en mathématiques à l'ENS, se met à jouer au Mah-jong pour gagner de l'argent.

## Mah-jong dans les jeux-vidéos
Dans le jeu Yakuza: Like a Dragon, le joueur peut prendre part à des parties de Mah-jong sous forme de mini-jeux. Dans Final Fantasy XIV, il est possible de jouer au Mahjong domien, une version fortement inspirée du Mah-jong Riichi, au Gold Saucer (casino inspiré de Final Fantasy VII). Le joueur peut choisir d'affronter l'ordinateur ou de jouer contre d'autres personnes. Le MMORPG propose deux règles de jeu : avec ou sans kuitan. L'option avec kuitan autorise la formation du yaku Tanyao après l'annonce de chi, pon ou kan.